# Frank-Otto Schenk
Frank-Otto Schenk (Yasnoe, 10 ottobre 1943 – 10 marzo 2020) è stato un attore, doppiatore, direttore del doppiaggio e conduttore radiofonico tedesco.

## Filmografia
- Zeit zu leben - regia di Horst Seemann (1969)
- Die Legende von Paul und Paula - regia di Heiner Carow (1973)
- Die dritte Frau - film TV - regia di Michael Knof (1985)
- Treffpunkt Flughafen - serie TV (1986)
- Schloss Einstein (2 episodi) - serie TV (2002)
- Verbotene Liebe - serie TV (2014)
- Ein starkes Team: Tod und Liebe - Film TV - regia di Martin Kinkel (2017)
- SOKO Wismar (1 episodio) - serie TV (2019)

## Doppiaggio

### Film
- Paul Guilfoyle in Mrs. Doubtfire - Mammo per sempre
- Shmulik Levy in Schindler's List - La lista di Schindler
- Michael Ensign in Titanic
- Kurt Fuller in Scary Movie
- J. K. Simmons in Autumn in New York
- David Margulies in Ace Ventura - L'acchiappanimali
- Hawkmon/Halsemon in Digimon - Il film
- Barry Flatman in Saw III - L'enigma senza fine
- Kelsey Grammer in X-Men - Conflitto finale
- Eugene Levy in American Pie presenta: Nudi alla meta
- Kevin Dunn in Transformers, Transformers - La vendetta del caduto
- Joe Gerety in Die Hard - Vivere o morire
- Gufo in Winnie the Pooh - Nuove avventure nel Bosco dei 100 Acri
- Fabrice Luchini in Asterix & Obelix al servizio di Sua Maestà
- Jim Broadbent in Cloud Atlas
- Gene in Ralph Spaccatutto
- Hattori in Si alza il vento
- Stephen Fry in Zucchero! That Sugar Film
- Richter Hopkins in ParaNorman
- Richard Schiff in The Gambler
- Papá Julio in Coco
- Anthony Andrews in Il discorso del re

### Serie televisive
- Mr. Wentworth in Una scuola per cambiare
- Snively Robotnik in Sonic
- Don Creech in Ned - Scuola di sopravvivenza
- Sheppard in Yu-Gi-Oh! GX
- Michael McKean in Smallville
- Giancarlo Esposito in Breaking Bad e Better Call Saul
- Harold Squarepants in SpongeBob
- Sam Lloyd in Desperate Housewives
- Mark Williams  in Padre Brown
- Melvin Peabody in I Dalton
- Sherlock Holmes di cera in Gravity Falls
- Reed Birney in House of Cards - Gli intrighi del potere

### Videogiochi
- Lord Vortech in LEGO Dimensions

## Direzione del doppiaggio
- Tracey McBean